# フローラ (ド・モーガン)
『フローラ』（英: Flora）は、イギリスのラファエル前派後期の女性画家イーヴリン・ド・モーガンが1894年に制作した絵画である。油彩。主題はローマ神話の春と花の女神フローラから取られている。イーヴリン・ド・モーガンの代表作である。
ルネサンス期の巨匠サンドロ・ボッティチェッリの『プリマヴェーラ』と『ヴィーナスの誕生』に強い影響を受けて描かれた。スコットランドの海運王で、豪華客船タイタニックを建造したホワイト・スター・ライン社のオーナーであるウィリアム・イムリーが購入したことでも知られる。現在はバーンズリー、キャノン・ホールのド・モーガン美術館（De Morgan Museum）に所蔵されている。

## 制作背景
1880年、イーヴリンの母方の叔父にあたる画家ジョン・ロダム・スペンサー・スタンホープはフィレンツェに永住した。それ以降特に、イーヴリンはフィレンツェを何度も訪れては叔父のもとに滞在し、絵画を制作した。これらの旅行によってイーヴリンはルネサンスの巨匠の芸術を学んだが、特にボッティチェリに強い関心を抱いていたことは『ヴィーナスの誕生』や『マニフィカートの聖母』の模写によって知られている。

## 作品
春の女神フローラはそよ風に髪をなびかせながら立ち、穏やかな表情で鑑賞者を見つめている。彼女の背後にビワの樹々が生い茂り、たくさんの実をつけていることは、季節が春であることを示している。樹々の枝にはゴシキヒワ、ズアオアトリやマヒワなどの小鳥が留まっている。フローラは色とりどりのパンジーの花柄模様のローブをまとい、肩にはツバメの模様が刺繍された真紅のショールをかけている。パンジーは春に咲く花であり、ツバメは春の訪れを告げる鳥である。また腰の下に赤いビーズのアクセサリーを垂らしている。彼女は右手に多くのバラの花を抱えているが、左手からはいくつかの花が落ち、彼女の足元に散らばっている。
フローラの姿勢や風に髪をなびかせる姿はボッティチェッリの『ヴィーナスの誕生』にインスピレーションを得ている。特にフローラのコントラポストのポーズと、頭部の傾きは、ボッティチェリのヴィーナスの曲線的なフォルムを思い起こさせる。また風景とドレスに見られる春の花々は『プリマヴェーラ』を参照している。ただし、ボッティチェッリは女神を複数の登場人物に囲まれた形で描いているが、イーヴリンは1人の女神だけを細長いキャンバスの中心に据えて描いている。
もう1つの影響として、挿絵画家ケイト・グリーナウェイが1884年に出版した『花言葉』（The Language of Flowers）をはじめとする、花の象徴的意味を解説した書籍が挙げられる。これらの書はビクトリア朝のイングランドに花言葉を広く普及させた。イーヴリンは絵画の中でいずれの花も正確に描いているため、それらの種類を特定し、象徴的意味を読み解くことができる。たとえば赤とピンクのバラは「愛と喜び」を意味し、ワスレナグサは「忘れずにいてほしい」、サクラソウは「若さ」、シクラメンは「気おくれ、遠慮をしがち」、ハナキンポウゲは「魅力」を意味する。
イーヴリンは絵画を制作したフィレンツェの地と、パトロンであるスコットランド人ウィリアム・イムリーに敬意を表し、画面右下のフローラの足の近くに落ちているカルトゥーシュに、イタリア語で次のような詩を記している。

私はフローラ、フィレンツェからやって来ました

この街の名前は花に由来しています

花の中で生まれた私ですが、今は居を移し

スコティアの山間に住まいを持っています

ようこそ、北国の霧の中で、私が貴方の愛しい宝物でありますように

### モデル

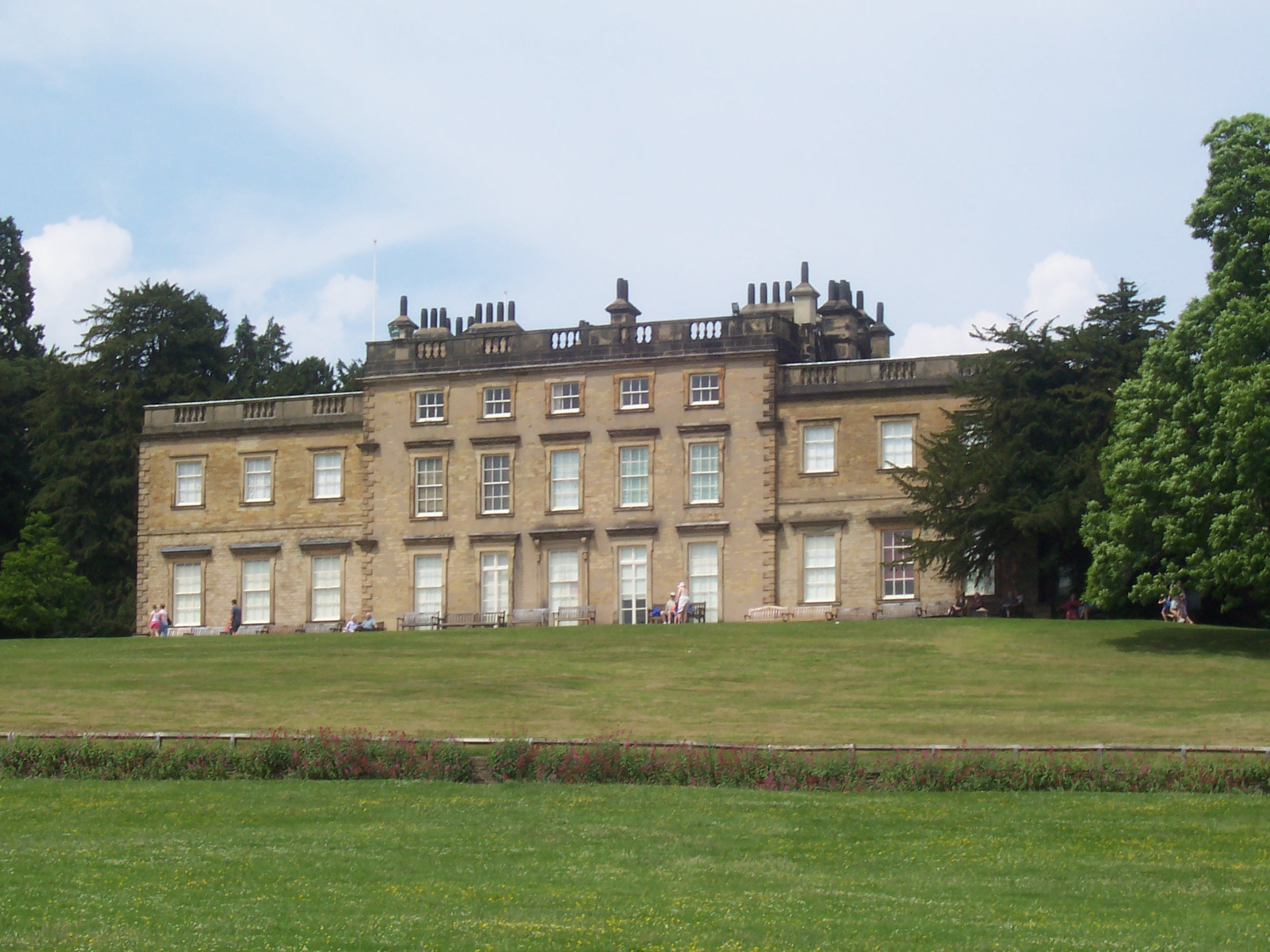
キャノン・ホール。

イーヴリンはド・モルガン家のメイドであったジェーン・ヘールズ（Jane Hales）をモデルにフローラを描いた。実際にジェーンをもとに描いたフローラの頭部の習作素描が残されている。イーヴリンは他にも彼女をモデルに『トロイアのヘレネ』（Helen of Troy）や『カッサンドラ』（Cassandra）を描いている。

### 額縁
額縁はおそらく絵画と同時代に制作されたものである。松材が使用されている。様式は初期ルネサンスのトンドの額物に基づいており、花とリボンの意匠の彫刻が施されたのち、オイルギルディングによる金箔で美しく仕上げられている。

## 来歴
絵画を購入したのはイーヴリンの数少ないパトロンであったウィリアム・イムリーである。イムリーは他にも『トロイアのヘレネ』や『カッサンドラ』といった絵画を購入しており、最終的に8作品を自身のコレクションに加えている。絵画はすぐに有名になり、1901年のグラスゴー国際展覧会（Glasgow International Exhibition）、および1902年のウルヴァーハンプトン美術産業展（Wolverhampton Art and Industrial Exhibition）で展示された。
2014年、絵画はド・モーガン・コレクションの一部としてロンドン、ワンズワース区の美術館、ド・モーガン・センターに所蔵されていた。しかし建物を所有していたワンズワース自治区議会がリースを断り、美術館の閉鎖が決定すると、コレクションは国内に分散することとなった。そのため『フローラ』は一時的にウルヴァーハンプトンのワイトウィック・マナーに貸し出された。現在はイーヴリンの母アンナ・マリア・ウィルヘルミナ・スペンサー・スタンホープ（Anna Maria Wilhelmina Spencer Stanhope）の一族が暮らした、バーンズリーのキャノン・ホールに所蔵されている。

## ギャラリー
ウィリアム・イムリーが購入したイーヴリンの絵画には、以下のような作品が知られている。

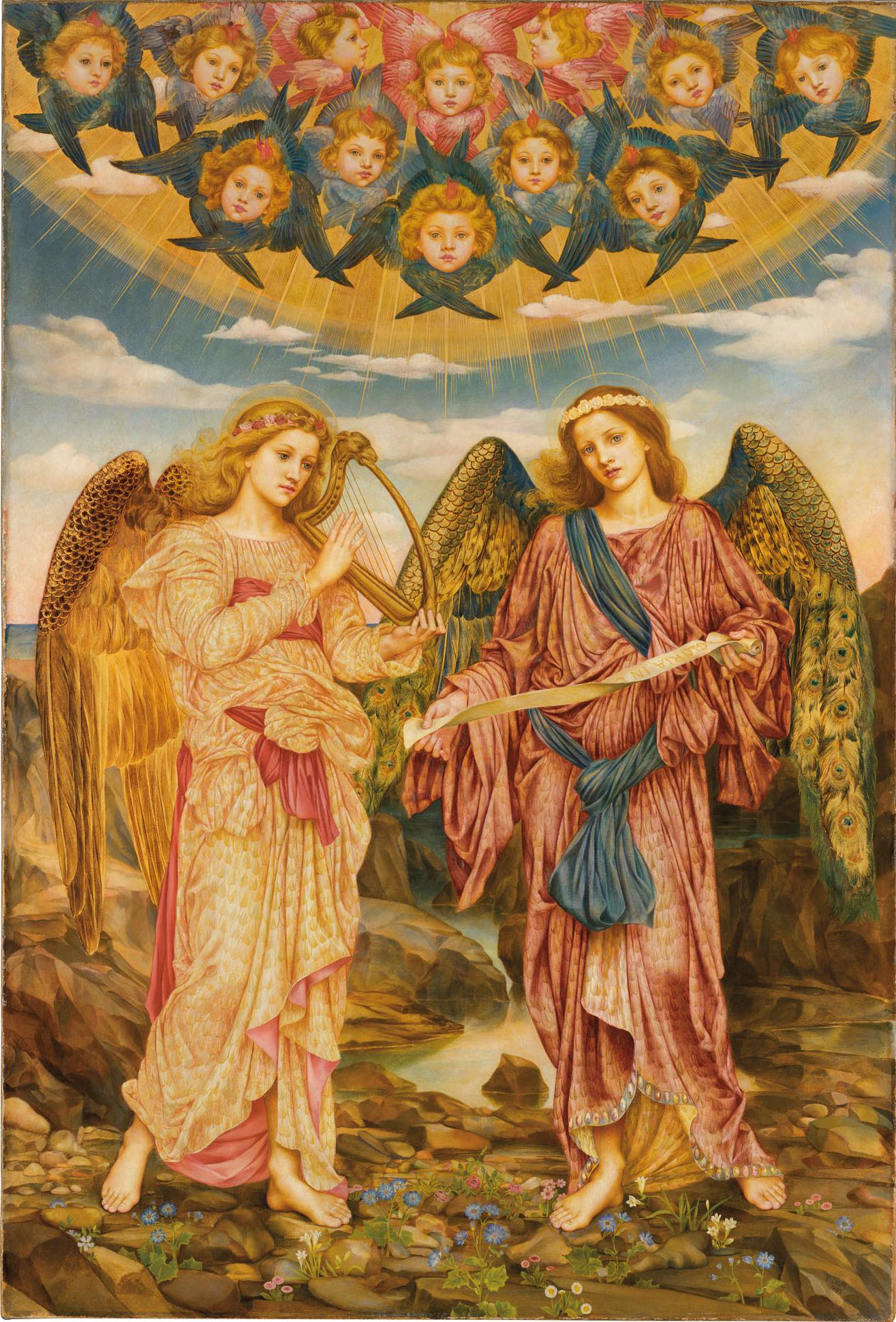
『グロリア・イン・エクチェルシス』1893年
『トロイアのヘレネ』1898年
『カッサンドラ』1898年